# Metajna
Metajna falu Horvátországban, Lika-Zengg megyében. Közigazgatásilag Novaljához tartozik.

## Fekvése
A Pag-sziget északnyugati részén Novaljától 12 km-re délkeletre, a sziget belsejébe mélyen benyúló Pagi-öböl (Paški zaljev) északi partján, a sziget Barbatinak nevezett részén fekszik.

## Története
Számos régészeti lelet igazolja, hogy a település helyén már a 7. század, a horvátok érkezése előtt is éltek emberek. A mai falu azonban csak a 17. század végén, vagy a 18. század elején keletkezett a pagi Kurilić és Dapković (ma Datković) családok letelepülésével. Lakói a tonhalrajok és más halfajták halászatából éltek. Egykor Južno Selonak azaz déli falunak nevezték, mai neve talán a menta növény óhorvát „meti” (ma metva, metvica) alakjából származik. A falunak 1880-ban 106, 1910-be 191 lakosa volt. Az utóbbi időben a falu egyre inkább üdülő településsé fejlődött. 2011-ben 236 lakosa volt. Lakói főként a turizmusból élnek.

## Lakosság
| Lakosság változása | Lakosság változása | Lakosság változása | Lakosság változása | Lakosság változása | Lakosság változása | Lakosság változása | Lakosság változása | Lakosság változása | Lakosság változása | Lakosság változása | Lakosság változása | Lakosság változása | Lakosság változása | Lakosság változása | Lakosság változása |
| ------------------ | ------------------ | ------------------ | ------------------ | ------------------ | ------------------ | ------------------ | ------------------ | ------------------ | ------------------ | ------------------ | ------------------ | ------------------ | ------------------ | ------------------ | ------------------ |
| 1857               | 1869               | 1880               | 1890               | 1900               | 1910               | 1921               | 1931               | 1948               | 1953               | 1961               | 1971               | 1981               | 1991               | 2001               | 2011               |
| 0                  | 0                  | 106                | 134                | 151                | 191                | 191                | 0                  | 315                | 324                | 350                | 321                | 281                | 272                | 247                | 236                |

## Nevezetességei
A település szomorú nevezetessége, hogy 1941 júliusától augusztusáig közelében működött a nácibarát Független Horvát Állam egyik koncentrációs tábora. Szerb, zsidó és roma asszonyokat és gyermekeket deportáltak ide és bántak velük bestiális kegyetlenséggel. A halottakat tömegsírokba temették, vagy a tengerbe dobták. A tábort augusztusban számolták fel, amikor az olasz hadsereg egységei bevonultak a területére. A túlélőket nagyrészt a jasenovaci táborba, valamint kisebb részben Gospićra és Jasztrebarszkára szállították.
A Barbata-foknál, a Pag-öbölbe vezető szoros felett található a 14. századi Szent Kristóf-templom. Egyhajós téglalap alaprajzú épület, a hajónál keskenyebb, félköríves apszissal. Méretei 8,50 m x 5,60. Kőfaragási technikája a román korra jellemző. A templom belül boltozatos. Az apszis elülső íve félkör alakú, finoman faragott kőből készült koszorúval, amelyet két pillér támaszt alá. A portál enyhén csúcsíves, belül téglalap alakú. A szentségtartó mélyedése az apszis jobb oldalán található. A hajót és az apszist kőpala lapokkal fedték be, mely mára csak töredékesen maradt meg, a valószínűleg a homlokzat tetején álló, patkó alakú harangdúc mára teljesen eltűnt. A templomot először 1376-ban említik. A 14. és 15. században Pag szigetén épült templomok csoportjába tartozik, ahol ma is jelen vannak a kiforrott román stílus jegyei, a korai gótika stílusjegyeinek jelenlétével.